# Sofferenza

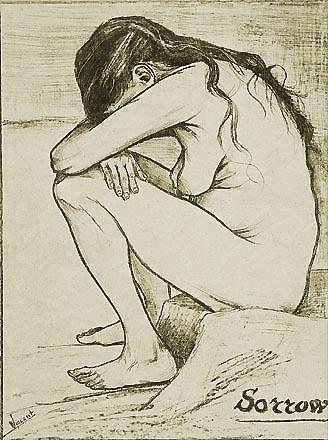
Vincent van Gogh, Sorrow ("Tristezza" in italiano), litografia del 1882

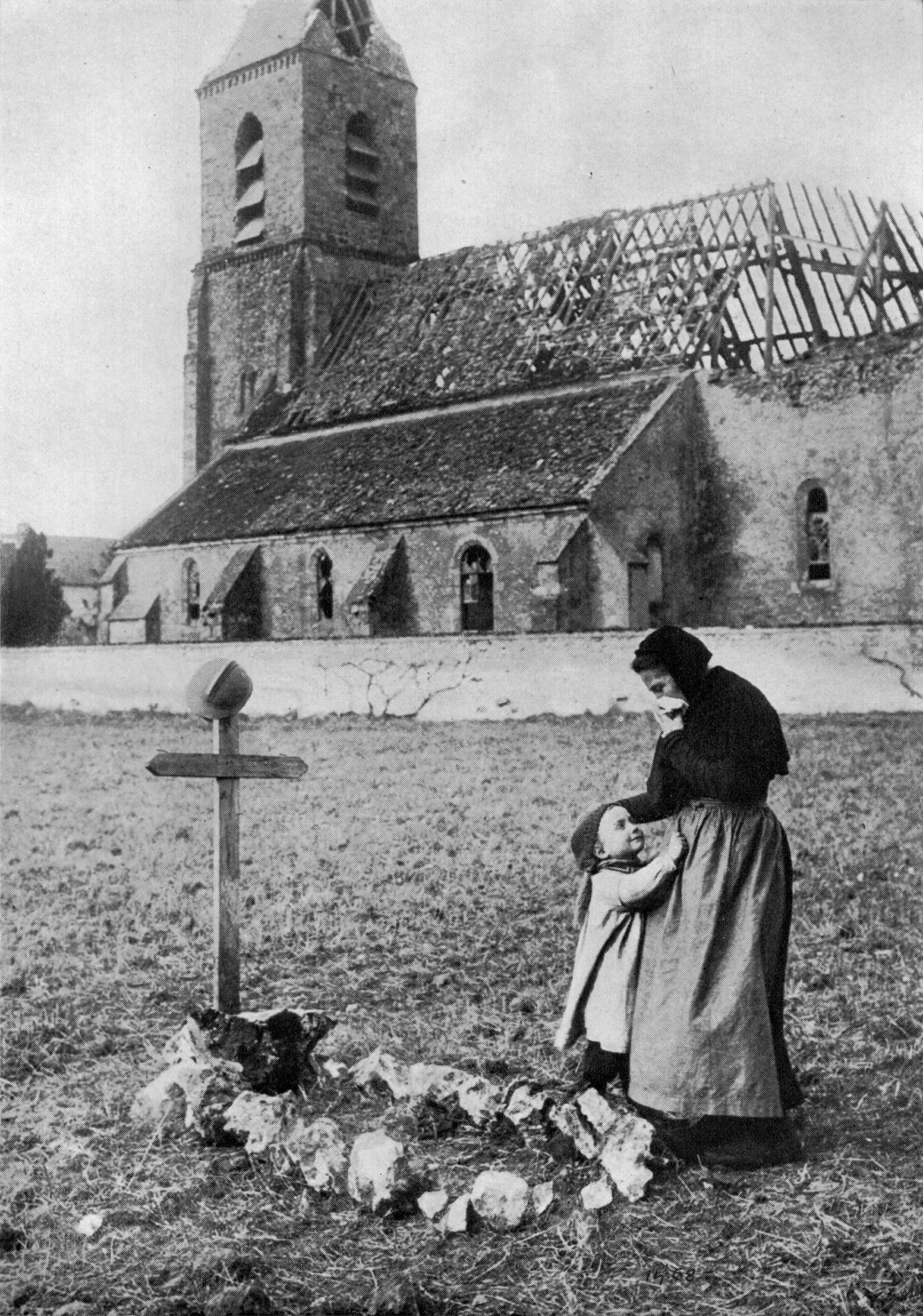
Madre che piange davanti alla tomba del figlio

La sofferenza è una condizione di dolore, che può riguardare il corpo e/o il vissuto emotivo del soggetto.
Essa può derivare direttamente da un trauma, fisico o emotivo, oppure può essere espressione di una afflizione interiore più profonda, di cui può essere difficile o impossibile individuare un fondamento oggettivo. In particolare, quando la sofferenza è legata a una condizione interiore del soggetto ed è prolungata nel tempo, ovvero la sua intensità è tale da inibire o danneggiare la normale attività emotiva e pratica del soggetto, essa costituisce sintomo di un disturbo psicologico, ad esempio nell'ambito patologico della depressione. La sofferenza è anche un insieme di sensazioni corporali anomale. Nella malattia mentale, che disturba la mente, è un dolore fisico.